# 113 (число)
113 (сто тринадцать) — натуральное число, расположенное между числами 112 и 114. Оно является 30-м простым числом, а относительно их последовательности расположено между 109 и 127.
- 113 день в году — 23 апреля (в високосный год — 22 апреля).

## В математике
- 113 — является нечётным трёхзначным числом.
- Сумма цифр этого числа — 5
- Произведение цифр этого числа — 3
- Квадрат числа 113 — 12 769
- Куб числа 113 — 1 442 897
- 30-е простое число.
- 11-е число Софи Жермен (113 * 2 + 1 = 227, также являющееся простым числом)[2].
- {\displaystyle {\frac {355}{113}}} — рациональное приближение π
- Недостаточное число
- Злое число

## В науке
- Атомный номер нихония.
- (113) Амальтея — астероид главного пояса.

## В других областях

Щит шоссе 113 в Таиланде

- 113 год.
- 113 год до н. э.
- ASCII-код символа «q».